# John Taylor (koszykarz)
John Richard Taylor (ur. 27 września 1972, zm. 23 maja 2003 w Chicago) – amerykański koszykarz, występujący na pozycjach rzucającego obrońcy oraz niskiego skrzydłowego.

## Osiągnięcia
Drużynowe
- 2-krotny mistrz Słowenii (1998, 1999)
- Zdobywca pucharu:
  - Portugalii (1997)
  - Słowenii (1998, 1999)
- 2. miejsce w:
  - Pucharze Portugalii (1997)
  - Superpucharze Portugalii (1997)
- Uczestnik rozgrywek:
  - Euroligi (1995/96, 1997–1999)
  - Pucharu Koracia (1996/97)
  - FIBA EuroCup Challenge (2002/03)

Indywidualne
- Uczestnik meczu gwiazd:
  - PLK (2000)[1]
  - Polska - Gwiazdy PLK (1999 – powołany, nie wystąpił, 2000)[2][3]